# Структурний мотив (біологія)
Структурний мотив — тривимірний структурний елемент неразгалужених полімерних біологічних макромолекул, таких як білки або РНК, що повторюється з незначними змінами у великому числі різних молекул. Головний метод виявлення істотних структурних мотивів — вирівнювання структур.
Структурний мотив зазвичай класифікується до третинної або «надвторинної» структури, і знаходиться на проміжному рівні між елементами вторинної структури та повною структурою молекули. У випадку білків, структурний мотив зазвичай менше домену, тобто частини білка, здатної до неалежної стабілізації структури, домен може складатися з одного або кількох структурних мотивів, або не мати їх зовсім.
Зазвичай (але не завжди) структурний мотив є комбінацією кількох елементів вторинної структури, що часто відображається у назвах структурних мотивів, наприклад спіраль-поворот-спіраль. Деякі мотиви, особливо в білках, складаються лише з невеликого числа амінокислот, функціональних груп або функціональних атомів, і не залежать від вторинної структури. Ці мотиви часто безпосередньо залучаються до функціональної активності білка. Наприклад каталітична тріада, складена з серину, гістидину і аспаргінової кислоти, спостерігається в структурах незв'язаних білків трипсин і субтилізин.
Оскільки взаємовідношення між первинною і третинною структурами досить складні, два біополімери можуть мати той же структурний мотив мотив при відсутності схожості первинної структури. Іншими словами, структурний мотив не потрібно зв'язувати з мотивом послідовності. Також, існування мотиву послідовності не обов'язково вказує на збереження певної структури.
Бета-шпилька:
Надзвичайно поширений. Дві антипаралельні бета-ланцюги, з'єднані щільним поворотом декількох амінокислот між ними.
Грецький ключ:
Чотири бета-нитки, три з'єднані шпильками, четверта складена зверху.
Омега-петля:
Петля, в якій залишки, що складають початок і кінець циклу, дуже близькі між собою.
Спіраль-петля-спіраль:
Складається з альфа-спіралей, пов'язаних петлевим розтягненням амінокислот. Цей мотив вбачається в факторах транскрипції.
Цинковий палець:
Дві бета-нитки з альфа-спіраллю закінчуються, щоб зв’язати іон цинку. Важливий в білках, що зв'язують ДНК.
Спіраль-поворот-спіраль:
Два спіралі α, з'єднані коротким ланцюгом амінокислот і виявлені у багатьох білках, які регулюють експресію генів.
Гніздо:
Надзвичайно поширений. Три послідовних амінокислотних залишку утворюють аніон-зв'язуючу увігнутість.
Ніша:
Надзвичайно поширений. Три чи чотири послідовні залишки амінокислот утворюють особливість зв'язування катіонів.